# Smilen Mlyakov
Smilen Mlyakov (Смилен Мляков) est un joueur bulgare de volley-ball, né le 17 juin 1981 à Gabrovo. Il mesure 2,00 m et joue attaquant de pointe.

## Clubs
| Club               | Pays     | De        | À         |
| ------------------ | -------- | --------- | --------- |
| CSKA Sofia         | Bulgarie | 2003-2004 | 2003-2004 |
| OP Rethimnou       | Grèce    | 2004-2005 | 2004-2005 |
| Beauvais OUC       | France   | 2005-2006 | 2005-2006 |
| Itas Diatec Trente | Italie   | 2006-2007 | …         |

## Palmarès
- Championnat d'Italie (1)
  - Vainqueur : 2008

- Championnat de Bulgarie
  - Finaliste : 2000, 2002
- Coupe de Bulgarie (1)
  - Vainqueur : 2002